# ニーム＝ギャロン海軍航空基地
ニーム＝ギャロン海軍航空基地（フランス語：Base d'aéronautique navale de Nîmes-Garons）は、フランスラングドック＝ルシヨン地域圏ガール県ニームにあるフランス海軍の航空基地。1961年から運用が開始された。
民間との共用化が進められており、軍事航空の管轄については国防大臣所管海軍航空隊司令官の責任で、民間航空の管轄については内務大臣所管民間航空運輸局長の責任の下にある。飛行場施設の責任者は海軍航空基地司令が務める。
ニーム＝ギャロン海軍航空基地は2011年度に予定されている閉鎖リストに挙げられ、2009年に第28F海軍航空隊が解散し、第21F海軍航空隊が移動される予定。

## 年表
- 1961年　第6F海軍航空隊が到着（ブレゲー アリゼ）。
- 1962年　第21F海軍航空隊と第22F海軍航空隊が配備（ロッキード P-2）。
- 1964年　予備人事学校（EPV/56S）が到着する。
- 1965年　最初のブレゲー アトランティックATL1が第21F海軍航空隊に到着する。
- 1993年　最初のブレゲー アトランティックATL2が第21F海軍航空隊に到着する。
- 1996年　第22F海軍航空隊が解散する。
- 1997年　ニーム＝ギャロン教育訓練センター（CEI）が創設される。
- 2000年　第6F海軍航空隊が解散される。
- 2002年　第56S飛行中隊が解散され、第28F海軍航空隊が到着する（ノール262、エンブラエル EMB 121）。

## 歴代配置部隊
- 第6F海軍航空隊（1961年 - 2000年9月）
- 第28F海軍航空隊（1962年9月 - 1963年4月）
- 第21F海軍航空隊（1963年12月 - ）
- 第28F海軍航空隊（2002年12月 - ）